# Iniostichus kamijoi
Iniostichus kamijoi är en stekelart som beskrevs av T.C. Narendran 2004. Iniostichus kamijoi ingår i släktet Iniostichus och familjen finglanssteklar. Inga underarter finns listade i Catalogue of Life.